# Taurulus bubalis

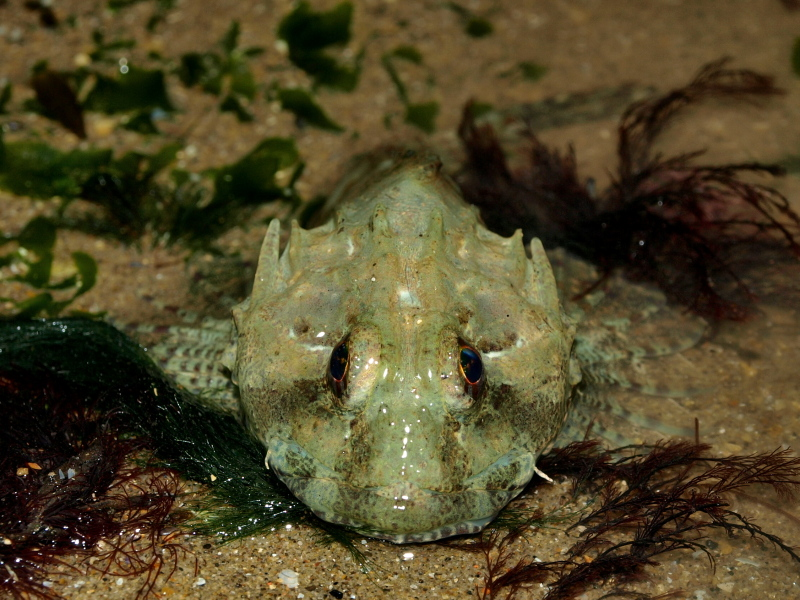

Lo scazzone marino (Taurulus bubalis (Euphrasen, 1786)) è un pesce osseo marino appartenente alla famiglia Cottidae. È l'unica specie del genere Taurulus Gratzianov, 1907.

## Descrizione
Questo pesce è relativamente simile agli scorfani mediterranei per la testa grande e ricoperta di spine e creste, è però riconoscibile a colpo d'occhio per la presenza di due pinne dorsali e per la lunga spina nella parte superiore del preopercolo. Occhi ovali, di dimensioni maggiori negli esemplari femminili. Le pinne pettorali sono ampie, quasi quanto quelle delle gallinelle; le pinne ventrali sono costituite da tre raggi, sono più lunghe nei maschi. Pinna caudale arrotondata. La parte posteriore della mascella porta un corto barbiglio. scaglie assenti. La linea laterale è dritta, con una serie di placchette spinose..
La colorazione è molto variabile, di solito su fondo grigio o bruno sono presenti fasce o macchiette più scure. Alcuni esemplari possono però essere di color rosso vivo o giallo oro. La livrea nuziale è caratterizzata dal colore del ventre: giallo nei maschi e azzurro verdastro per le femmine.
La misura massima è di 17,5 cm per i maschi e di 20 cm per le femmine. Normalmente entrambi non superano i 12 cm.

## Biologia
Si tratta di una specie territoriale. È in grado di respirare ossigeno atmosferico.

### Riproduzione
Avviene nei mesi primaverili. Le uova vengono deposte nelle fessure delle rocce e sono di colore arancio..

### Alimentazione
È carnivoro, si nutre di crostacei (anfipodi, misidacei e decapodi), policheti, molluschi, ofiure e piccoli pesci.

## Distribuzione e habitat
Si tratta di una specie a distribuzione nordica presente nell'Oceano Atlantico orientale dall'Islanda e il mar Bianco a nord e fino al Portogallo a sud. Alcuni esemplari sono stati catturati nel mar Mediterraneo occidentale, dove è considerato rarissimo.
È un pesce strettamente costiero che di solito vive nella zona intertidale spesso in pozze di marea ma può scendere occasionalmente fino a 20 m di profondità su fondi duri ricchi di alghe.

## Pesca
Questa specie non ha alcun valore commerciale. Viene comunque catturata con le reti da posta ed altri attrezzi per la pesca costiera.

## Pericoli per l'uomo
Sembra che durante la primavera le spine della testa diventino velenifere.